# Denys Arcand
Denys Arcand (Deschambault, Quebec, 25 de junio de 1941) es un director de cine, guionista, actor y productor cinematográfico canadiense. Cineasta de variado estilo y dilatada carrera, se le conoce en el ámbito internacional por sus dos éxitos principales: Le déclin de l'empire américain y la continuación dieciocho años después: Las invasiones bárbaras. Es Companion de la Orden de Canadá.

## Período comprometido
La obra de Denys Arcand sigue la transformación del cine quebequense. En una primera época, su trabajo se compone de documentales lacerantes y críticos, además de un cine de ficción profundamente arraigado en la realidad social y cultural del Quebec. Se suele considerar el momento más original de su producción. Su ocupación en los documentales, perfectamente sincronizada con el trabajo en la ONF le empuja siempre más allá de la estructura del montaje. Mediante delicados juegos de opuestos, la dialéctica (por ejemplo, Arcand llega a demostrar tanto las incoherencias de los obreros como las injusticias que sufren) consigue, sin recurrir nunca a la narración, presentar sabias síntesis sociales y políticas. El montaje de los filmes es, por esta razón menos transparente y naturalista que la de sus compañeros de la ONF.

## Período americano
En una segunda época, que se suele denominar "americana" y que comienza con la decepción por el resultado del referéndum para la independencia del Quebec de 1980, Arcand escoge la emancipación personal y busca abiertamente el éxito. En este período rueda dos películas en inglés. En paralelo, se produce un importante cambio de estética: el trabajo de fotografía y escenografía se acuerda a las normas de Hollywood, tanto por la iluminación como por los encuadres de evocaciones televisivas. Las largas tiradas se van viendo sustituidas por chistes de una línea. Arcand se dispone a hacer un cine con vocación de consenso, con personajes esencialmente burgueses.

## Reconocimiento internacional
El reconocimiento internacional finalmente llegó tras la proyección del Le déclin de l'empire américain en 1986, film producido por él mismo. Tres años más tarde, su película Jésus de Montréal fue nominada al premio Óscar como la mejor película de habla no inglesa. La consagración llegó con Las Invasiones bárbaras, película premiada con el Óscar a la mejor película de habla no inglesa en 2003.
Asimismo será también galardonada en el Festival de Cannes. Marie-Josée Croze recogió el premio a la mejor intérprete femenina, y Denys Arcand obtiene la palma al mejor guion. La película también ganó el premio César del mejor director, de la mejor película y del mejor guion original o adaptación.

## Premios y distinciones
Premios Óscar
| Año  | Categoría                                       | Película                | Resultado |
| ---- | ----------------------------------------------- | ----------------------- | --------- |
| 2004 | Mejor guion original                            | Las invasiones bárbaras | Nominado  |
| 2004 | Mejor película extranjera (de habla no inglesa) | Las invasiones bárbaras | Ganador   |

Festival Internacional de Cine de Cannes
| Año  | Categoría                   | Película                         | Resultado |
| ---- | --------------------------- | -------------------------------- | --------- |
| 1986 | Premios FIPRESCI            | El declive del imperio americano | Ganador   |
| 1989 | Premio del Jurado           | Jésus de Montréal                | Ganador   |
| 1989 | Premio del Jurado Ecuménico | Jésus de Montréal                | Ganador   |
| 2003 | Mejor Guion                 | Las invasiones bárbaras          | Ganador   |

En 1988 fue nombrado Oficial de la Orden de Canadá y fue promovido a Companion en 2005.

## Películas
- 1962: Seul ou avec d'autres
- 1963: Teología 2 con el del brazito
- 1964: Les Montréalistes
- 1967: Volleyball
- 1967: Parcs atlantiques
- 1967: Entre la mer et l'eau douce de Michel Brault (guionista)
- 1967: Montréal, un jour d'été
- 1970: On est au coton
- 1972: Québec: Duplessis et après...
- 1972: La Maudite Galette
- 1973: Réjeanne Padovani
- 1975: Gina
- 1975: La Lutte des travailleurs d'hôpitaux
- 1982: Le Confort et l'indifférence
- 1984: Le Crime d'Ovide Plouffe
- 1986: Le déclin de l'empire américain
- 1989: Jésus de Montréal
- 1991: Montréal vu par... (film colectivo)
- 1993: De l'amour et des restes humains
- 1996: Joyeux Calvaire
- 2000: Stardom
- 2003: Las invasiones bárbaras
- 2007: L'Âge des ténèbres
- 2014: Le Règne de la beauté
- 2018: La Chute de l'empire américain
- 2023: Testament